# Balthasar Rüssow

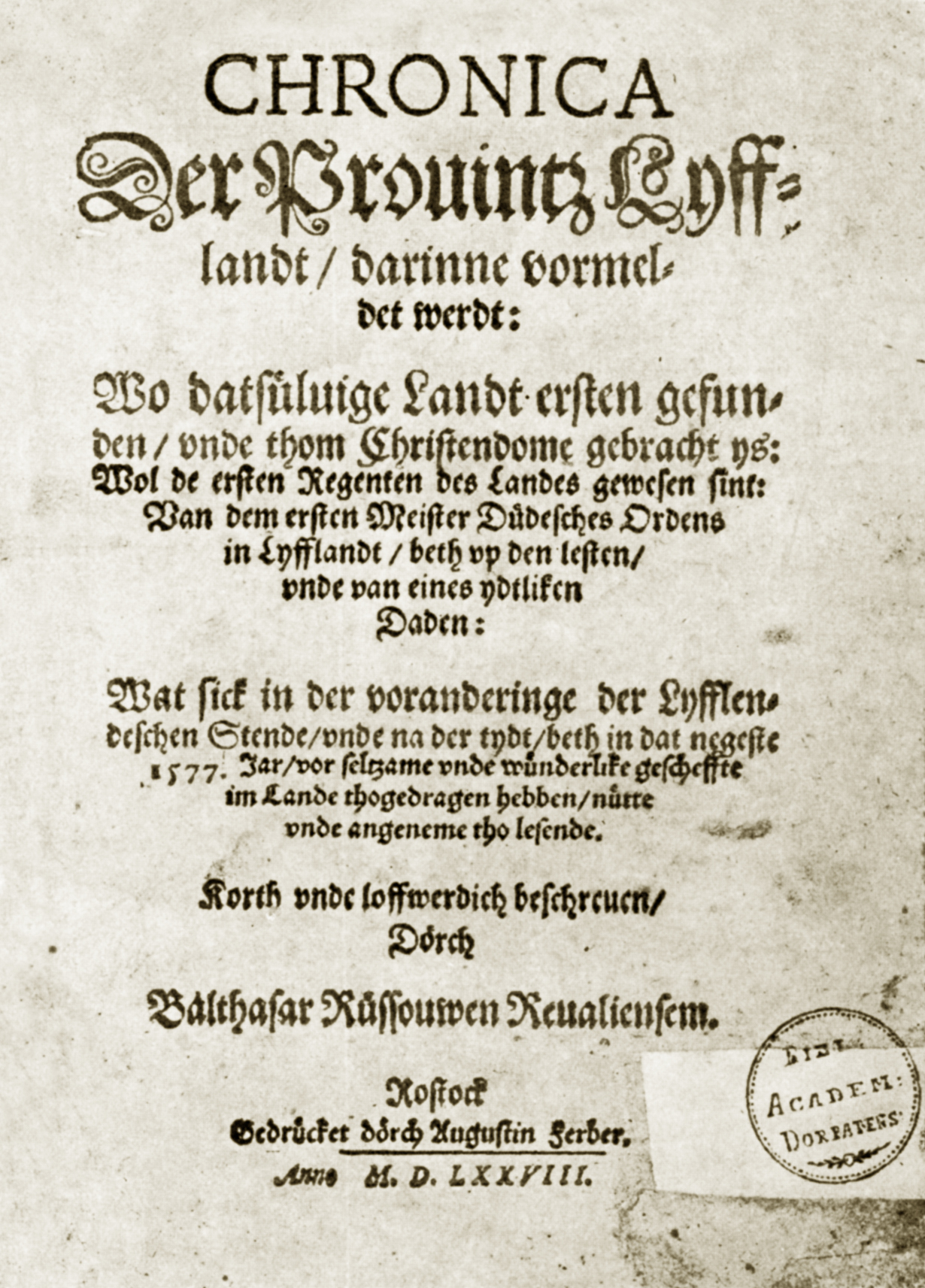
Rüssows Chronica der Provinz Lyfflandt. Titelblatt der Ausgabe von 1578.

Balthasar Rüssow (Russow) (* 1536 in Reval; † 23. oder 24. November 1600 ebenda) war einer der wichtigsten Chronisten Livlands und Estlands.

## Leben
Balthasar Rüssow (auch Russow oder Ruessow) wurde in Reval in eine wenig wohlhabende Familie geboren. Er besuchte von 1559 bis 1562 auf Empfehlung seines Lehrers Bartholomäus Frölinck die Akademie im pommerschen Stettin bei Matthäus Wolff. Rüssow schloss seine Studien mit einem Magistergrad ab. Kurze Zeit hielt er sich in Wittenberg und Bremen auf, bevor er wegen des Todes seines Vaters nach Reval zurückkehrte. 1563 wurde er Diakon. Anschließend war er von 1566 bis zu seinem Tod 1600 angesehener lutherischer Pfarrer der estnischsprachigen Stadtgemeinde an der Heiliggeistkirche (estnisch Pühavaimu kirik) in Reval und lebte im Bereich des Weckengangs.

## Familie
Balthasar Rüssow war dreimal verheiratet: zuerst mit Elsbet Ganander (1571), dann mit Margarethe (1582), der Tochter des Revaler Bischofs Johannes Robertus von Geldern, und schließlich mit der Kaufmannstochter Anna Bade (1593), einer Stieftochter des Revaler Ratsherren und Bürgermeisters Heinrich von Lohn.
Mehrere Historiker haben sich mit der Frage beschäftigt, ob Rüssow deutscher oder estnischer Herkunft war.

## „Chronica der Provinz Lyfflandt“
Balthasar Rüssow ist vor allem bekannt für seine Chronica der Provinz Lyfflandt. Das Werk wurde zuerst 1578 im mecklenburgischen Rostock gedruckt und war rasch vergriffen. 1584 erschien in der Fürstlichen Druckerei in Barth (Vorpommern) eine zweite, überarbeitete Auflage.
In seiner Chronica der Provinz Lyfflandt beschreibt Rüssow die Geschichte Livlands vom 13. bis ins 16. Jahrhundert. Sie ist in Niederdeutsch verfasst. Besonders der Niedergang des Livländischen Ordens und die Zeit des Livländischen Kriegs (1558–1583) werden von ihm ausführlich dargestellt. Die Chronica ist eine der wichtigsten Quellen zur Geschichte der Region.
Rüssow geht in seiner Chronica kritisch mit der livländischen Oberschicht ins Gericht und prangert deren unmoralisches Verhalten an. Aber auch die estnischen Bauern beschreibt er als ungebildet und heidnischen Traditionen verhaftet. Das Wüten der Söldnerheere während des Livländischen Krieges schildert Rüssow ausführlich. Sympathien hat er aber für die sich abzeichnende neue Ordnungsmacht in Nordeuropa: Schweden.

## Nachwirken
Balthasar Rüssow ist die Hauptfigur in dem 1970 erschienenen historischen Roman Das Leben des Balthasar Rüssow des estnischen Schriftstellers Jaan Kross. Der estnische Originaltitel lautet Kolme katku vahel (Zwischen drei Pestepidemien); gemeint sind nicht nur die Pestepidemien von 1531, 1549 und von 1570 bis 1578, sondern im übertragenen Sinne auch jene die baltischen Völker beherrschenden Mächte: Schweden, Polen und Russland.

## Schriften
- Scriptores rerum Livonicarum. Sammlung der wichtigsten Chroniken und Geschichtsdenkmale von Liv-, Ehst- und Kurland, in genauem Wiederabdrucke der besten, bereits gedruckten, aber selten gewordenen Ausgaben. Erste Lieferung. Eduard Frantzen’s Verlags-Comptoir, Riga und Leipzig 1846. Der ganze 2. Band erschien 1848.
- Balthasar Rüssow’s Livländische Chronik. Aus dem Plattdeutschen übertragen und mit kurzen Anmerkungen versehen von Eduard Pabst. Reval 1848.